# Neotorularia torulosa
Neotorularia torulosa là một loài thực vật có hoa trong họ Cải. Loài này được (Desf.) Hedge & J.Léonard mô tả khoa học đầu tiên năm 1986.